# Petalidium barlerioides
Petalidium barlerioides är en akantusväxtart som först beskrevs av Albrecht Wilhelm Roth, och fick sitt nu gällande namn av Christian Gottfried Daniel Nees von Esenbeck. Petalidium barlerioides ingår i släktet Petalidium och familjen akantusväxter. Inga underarter finns listade i Catalogue of Life.